# Organy bazyliki Bożego Ciała w Krakowie

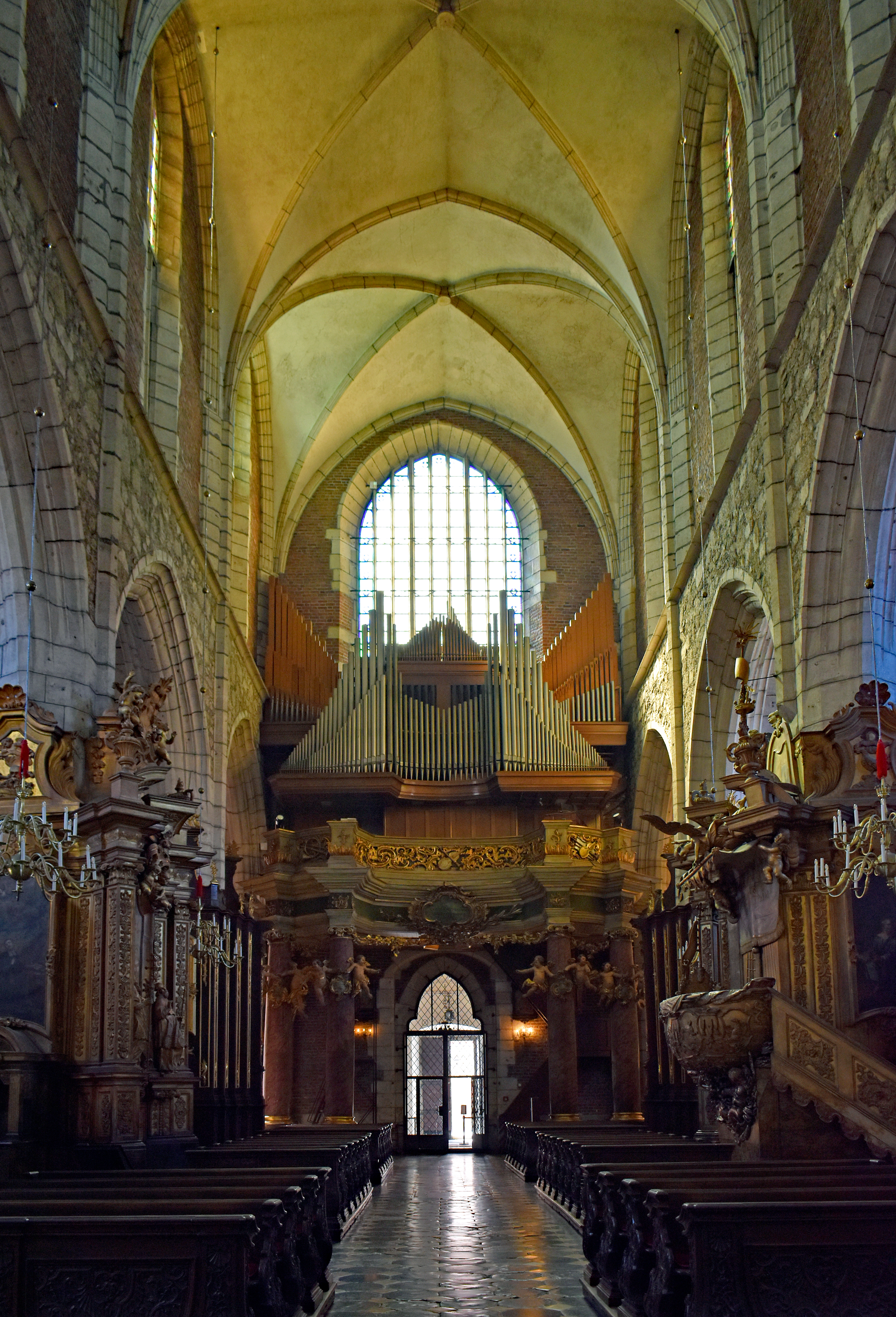
Widok na organy od strony prezbiterium

Organy bazyliki Bożego Ciała w Krakowie – największe pod względem ilości głosów organy w Krakowie. Mają 83 głosy zbudowane z 5950 piszczałek oraz 20 dzwonów. Składają się z dwóch, posiadających własne klawiatury części, połączonych trakturą elektryczną:
- Organów głównych (63 głosy) umieszczonych na chórze muzycznym,
- Organów bocznych (20 głosów) mieszczących się w prezbiterium.

Pierwsze organy w bazylice zbudowane zostały w 1373 roku; spłonęły w pożarze w 1594. Od 1606 poddawane były odbudowom, renowacjom i modyfikacjom; ostatnia – z 2016 roku – była renowacją miecha głównego.

## Organy boczne
Organy boczne były przebudowane. Obecnie posiadają trakturę elektropneumatyczną (przed przebudową mechaniczną). Do jej budowy użyto elementów elektrycznych (przekaźników, diod) i pneumatycznych (rurek, mieszków). Impulsy elektryczne przy napięciu stałym 24 V przebiegają od stołów gry do wiatrownic. Elementy dyspozycyjne zamontowane w stole gry są urządzeniami elektrycznymi (włączniki od klawiszy, włączniki wolnych kombinacji). Dopiero w samej wiatrownicy znajduje się przekaźnik odbierający impuls elektryczny i przetwarzający go na impuls pneumatyczny – uruchamia się mieszek. Stół gry i wiatrownice połączone są kablami umieszczonymi pod posadzką bazyliki. Dodatkowo tego typu traktura pozwoliła na zastosowanie ruchomych stołów gry.
Z poprzednich organów bocznych pozostawiono szafę barokową oraz piszczałki w prospekcie: Oktawbas 8' oraz inne, dziś nie podłączone. Poza tym wszystkie głosy organów bocznych są nowe: piszczałki były wykonane w Kobyłce koło Warszawy, w firmie Chaciński Jan. Piszczałki głosu Oktawbas 8', umieszczonego w prospekcie, mają poszarpane końcówki. Dawniej nie stosowano bowiem dostroików, a długość korpusu piszczałki zmieniano poprzez rozrywanie, spłaszczanie lub deformowanie górnego końca korpusu. Reszta najmniejszych piszczałek w prospekcie to nowe piszczałki zrobione dokładnie na wzór starych, wykonane w 2005 roku przez firmę Chaciński Jan. Organmistrz Roman Raźniak zadecydował, że poprzednie piszczałki były bardzo zniszczone i z uwagi na bardzo cienkie średnice, nie nadawały się do wyprostowania.
Miech organów bocznych mieści się nad zakrystią i wyposażony jest w urządzenie do kalikowania. Dzięki tak schowanemu miechowi nie słychać zupełnie jego pracy wewnątrz bazyliki. Kiedy kontuar od XIV wieku stał na chórku nad stallami, był dobry kontakt z kalikantem i wtedy używano organów bez prądu. Dziś to nie ma sensu, gdyż najbliższy z kontuarów jest daleko od miechu – przy ołtarzu głównym. Miech ten został wyremontowany w 2001 przez organmistrza Jana Bryla z Krakowa. Przy okazji została wymieniona większość uszkodzonych mieszków w organach głównych. W 2005 dzięki staraniu obecnego ks. Proboszcza Tadeusza Masłowskiego CRL, została przeprowadzona gruntowna renowacja całych organów bocznych, włącznie z oczyszczeniem z lakieru zabytkowych piszczałek z prospektu.

## Organy główne
Organy główne budowano w latach 1958–1963. Oparte są na tregerach znajdujących się na bombastycznym barokowym chórze muzycznym z lat 1770–1772, wspartym na sześciu kolumnach. W momencie budowy organy główne zaprojektowano na 63 głosy. Nie założono jeszcze jednego głosu językowego Basson 32'. Do brakującego głosu Basson 32' w sekcji pedału Organów głównych należy wykonać wiatrownicę. W 2005 r., podczas całkowitej renowacji bocznych organów przeniesiono Dzwony (20 dzwonów) do organów głównych i przypisano je do pedału. Zdecydowano się na to z uwagi na bardzo utrudniony dostęp do nich, kiedy znajdowały się na ścianie w szafie organów w prezbiterium.
Echo manuału III obejmuje wszystkie głosy z tego manuału dając płynnej zmiany głośności granych dźwięków. Bardzo duży miech umieszczono w wieży obok bazyliki, przez co jego praca nie jest słyszalna wewnątrz kościoła.

### Dyspozycja
Poszczególne głosy oznaczono kolorami: głosy językowe, mikstury.
| Manuał I | Manuał II (główny) | Manuał III | Manuał IV B | Pedał |
| Amabilis 8', Rurflet 8', Bourdon 8', Flet pryncypał 8', Flet miedziany 4', Flet minor 4', Flautino 2', Sifflet 1', Kwinta 1 1/3', Nona 8/9', Sesquialtera 2 chóry, Harmonia Aetheria 8', Krumhorn 8' Obój 8' | Pryncypał 16', Pryncypał 8', Koncertflet 8', Salicet 8', Dublet 8', Gedekt 8', Oktawa 4', Flet leśny 4', Flet rurkowy 4', Superoktawa 2', Róg nocny 2', Oktawa 1', Kwinta 2 2/3', Mixtura 4 chóry, Szarf 5 chórów, Trompet 8' Clairon 4' | Pryncypał fletowy 8', Flet jasny 8', Szpic flet 8', Viola di Gamba 8', Aeolina 8', Vox coelestis 8', Oktawa fletowa 4', Trawersflet 4', Gemshorn 2', Kwintflet 2 2/3', Tercja 1 3/5', Septima 1 1/7', Mixtura 5 chórów, Akuta 3 chóry, Klarnet 8' Clarino 4' | Kwintaton 16', Pryncypał włoski 8', Holflet 8', Dolce 8', Gemshorn 8', Flet major 8', Praestant 4', Szpicflet 4', Bachflet 4', Picolo 1', Flageolet 1', Nasard 2 2/3', Tercflet 1 3/5', Kwintflet 1 1/3', Cymbel 3-5 chórów, Tuba mirabilis 8', Vox humana 8' | Majorbas 32', Kontrabas 16', Violonbas 16', Subbas 16', Zartbas 16', Echobas 16'B, Pryncypałbas 8', Fletbas 8', Fletbas 8'B, Oktawbas 8'BZ, Chorałbas 4', Flet 4', Pifaro 2', Mixturbas 5 chórów, Basson 32'X Puzon 16' Trompet 8' Kornetino 4' DzwonyD |

Tremolo manuału III organów głównych i organów bocznych (manuał IV), echo dla III i IV manuału, pedał i wskaźnik crescendo, woltomierz.
Dodatkowe registry: połączenia manuałów I, III i IV z manuałem głównym, superoktawa manuału II i połączeń. 4 wolne kombinacje, 2 stałe kombinacje (tutti nastawne), automat pedałowy, wyłącznik głosów językowych.
B głosy organów bocznych
D dawniej w organach bocznych
X głosy zaprojektowane i wykonane, ale piszczałki nie założone na wiatrownicach
Z zabytkowy głos z XVII wieku

## Historia
Pierwsze udokumentowane wzmianki o organach w bazylice Bożego Ciała pochodzą z roku 1373. Z informacji zebranych przez ks. Kazimierza Łataka CRL dowiadujemy się:

Z analizy zapisów w zachowanych księgach miejskich Kazimierza wynika, że obecny kościół oddano do użytku sakralnego w latach osiemdziesiątych XIV wieku, a ściślej mówiąc po konsekracji trzech ołtarzy w 1387 roku. Kościół miał także chór przy ścianie północnej, na który prowadziły kręte, kamienne schody zachowane w niezmienionej formie do dnia dzisiejszego. Na chórze znajdowały się organy, które zbudował w latach 1373-1378 mistrz Marcin, a w 1385 roku przerobił mistrz Jan.

Mistrz Jan o którym tu mowa, to być może Jan Wanc, organmistrz z Żywca, bardzo wtedy znany. Był to jeden z pierwszych w Polsce świecki budowniczy organów. Wejście do tych organów znajdowało się w wieżyczce, w zakrystii, po krętych, wąskich, kamiennych schodkach.
W roku 1439 zbudowano przejście gankowe łączące klasztor z kościołem. Około 1440 roku dobudowano zakrystię która wchłonęła dolną część wieżyczki, gdzie było wejście do organów. W zakrystii wykonano balkonik prowadzący z przejścia gankowego dlatego zmieniono wejście z balkoniku na chór i organy. W tej formie pozostało ono do dnia dzisiejszego, przez które wejście wchodzi się do organów bocznych.
9 grudnia 1595 roku kościół Bożego Ciała dotknął pożar, który zniszczył dach i organy.
Wiadomo, że zbudowano wielkie organy. Wielkie organy były zawieszone nad starą amboną, która wtedy była pod łukiem tęczowym. Ks. Stefan Ranatowicz CRL w opisie kościoła napisał:

Organy były wielkie nad kazalnicą, starą strukturą, te zepsowane y że daleko było na nie chodzić, zniósł je Hyacynthus Liberiusz proboszcz, a na tym miejscu dał okno.

W kościele znajdowały się też pozytywy. W 1629 roku remont takiego obiektu przeprowadził niejaki Tomasz, utożsamiany z Tomaszem Rayberem – organmistrzem działającym w Krakowie. W 1770 roku wypożyczono pozytyw od Szymona Sadkowskiego, natomiast w 1808 roku podobny instrument oddano organmistrzowi Kramkowskiemu.

Organy były małe In Minori Chro, [prezbiterium] na tym miejscu gdzie teraz, ale że zły były o trzech głosach, y struktura stolarska robotą, zniósł je Hyacinthus Liberiusz, proboszcz, a dał te nowe.

Nowe 25-głosowe zbudowane zostały przez organmistrza Bartłomieja Juszkowicza w 1664 roku – tak podaje kronika klasztoru. Instrument umieszczono nad chórkiem muzycznym znajdującym się powyżej na baldachimowym zwieńczeniu stall. Były to organy z jednym manuałem.
Przeglądając zachowane odnotowane wydatki związane z utrzymaniem kaplicy Zwiastowania, a zapisane w księgach kasowych od 1623 roku (Altare Beate Virginis), przez zakrystianina ks. Jana Gelazego dowiadujemy się:

Grubarzowi na piwo przy zamiataniu śniegu w kaplicy B.V.M. i z organ 4 gr. (1665)

Z dokumentacji historycznej zostały wypalone inskrypcje na zewnątrz szafy organowej. Są to szczątkowe informacje w postaci inicjałów, ale można je zidentyfikować. Pozostawione informacje to wypalone inicjały: Fallowski Mikołay, J. Jachimek, A.O. – wypalił je pewnie Andrzej Ostaszewski (1713-1771) – organmistrz. W latach: 1775-1778 przy organach pracował czynny w Krakowie organmistrz – Ignacy Ziernicki. Orzekł on wówczas, że „…organ jest zbyt mocny i może spowodować pęknięcie murów…”, wobec czego polecił usunąć 6 lub 8 głosów, co też wykonano. Kolejne inicjały to R.D. 1847. Kolejne: M.M. – na pewno wypalił je Mateusz Mielczarski (1812-1868).
W roku 1860 przeniesiono organy z prezbiterium na wybudowany wcześniej, bo w 1772 roku chór (usunięto wtedy kilka głosów). Gdy organy stały na chórze, remont przeprowadził Aleksander Żebrowski, który pozostawił tu swoje inicjały Ż.A. Wiadomo o nim, że naprawiał organy w Krakowie w latach 1885–1914 m.in. w kościele Mariackim, w kościele św. Anny i innych. Da się też odczytać nazwisko KWAŚNIEWSKI 1934. Są jeszcze inne inicjały, lecz mało czytelne i w obecnie nie można ich jednoznacznie zidentyfikować (T.M. i inne).
w Opublikowanym w 1931 periodyku "Muzyka Kościelna" ówczesny organista przy kolegiacie św. Florjana – Franciszek Przystał opisał Organy w kościołach Krakowskich.

Kraków – ten, polski Rzym – posiadający najwięcej i najpiękniejsze kościoły w Polsce, może również poszczycić się pięknymi organami. Najstarsze z nich, to organy w Kościele Bożego Ciała o bogatej romańskiej strukturze i pięknie brzmiących głosach. Zbudowane prawdopodobnie w XVII wieku, restaurowane przez organomistrza Wojciechowskiego z Krakowa w XIX wieku, posiadający 23 głosy, 2 manuały o 45 klawiszach i ped. o 21 klawiszach. Mimo wielkiego zniszczenia przez czas używane są do dnia dzisiejszego

Na chórze w tyle bazyliki stały te organy do roku 1957. Był to instrument mechaniczny. Organista siedział tyłem do ołtarza na środku chóru i korzystał z lusterka, aby patrzeć na kościół.